# Cándido Bareiro
Cándido Bareiro   (Luque, 27 d'octubre de 1833 - Asunción, 4 de setembre de 1880) va ser un polític i president del Paraguai.
Cándido Bareiro va ser un diplomàtic de perllongada carrera i gran experiència. Fill de Luis Bareiro Montiel i Felipa Dolores Caballero Mayor, era net del cèlebre prócer de la independència paraguaiana, Pedro Juan Caballero. Va ser alumne del col·legi administrat pel mestre argentí Juan Pedro Escalada.
Més tard, el periòdic La Llibertad de Buenos Aires, el 1877 ho va considerar de notable família, que va cuidar amb cura la seva educació enviant-li a Londres, on va acabar els seus estudis. Va integrar el primer il·lustre grup d'alumnes becats amb destinació a Europa, que va partir a bord del Río Blanco, el 2 de juny de 1858.
Va tornar al país a mitjans de desembre de 1863 i va rebre una gratificació de 200 guaranís. No existeixen dades sobre la culminació d'alguna carrera universitària. Però existeix una dada curiosa, Bareiro figura en una llista dels principals venedors d'herba mate al fisc en el que va de l'any 1853 a 1865. Al maig de 1865 va ser condecorat amb l'Orde Nacional del Mèrit, a més, d'un decret que comprenia també a José Falcón, Gumersindo Benítez, Carlos Riveros i Andrés Gill. Va participar de les guerres civils de 1873 i 1874.
Va morir després d'una curta malaltia, a la ciutat d'Asunción quan estava entrant a la meitat del seu mandat com a president de Paraguai, el 4 de setembre de l'any 1880. El vicepresident, Adolfo Saguier, no va poder succeir-li, perquè l'hi va impedir un cop d'estat encapçalat pel Gral. Bernardino Caballero i el ministre de l'Interior va assumir el comandament aquesta mateixa data. Va ser contemporani de José del Rosario Miranda i Gregorio Benítez.

## Trajectòria política
El 21 de març de 1864 el govern va procedir al nomenament de Cándido Bareiro com a ministre, encarregat de negocis de la Legació acreditada en Londres i París. A partir de març de 1864 fins a octubre de l'any següent va haver d'exercir dificultosas tasques que tenien estreta relació amb la marxa de la guerra.
Cándido Bareiro era un antic diplomàtic del govern lopizta, va ser un important líder polític de la postguerra. Va ser Ministre davant Anglaterra i França. Va fundar el "Club Unió" i va ser líder de "bareirisme", participant en les guerres civils de 1873 i 1874. El 21 de març de 1864 va ser nomenat encarregat de negocis de la Legació acreditada davant París i Londrés. El 30 de juny de 1869 va ser candidat convencional constituent pel club del Poble, però per a la seva mala sort no va aconseguir els vots suficients per a la seva consagració. El 22 d'agost va ser designat jutge de comerç, al mateix temps va ser sindicat com un dels propietaris del prestigiós periòdic "La Veu del Poble", que era dirigit pel cap de sanitat militar argentina, el Doctor Miguel Gallecs.
La seva actuació es va tornar encara més intensa a partir de maig de 1870. Va ser secretari de govern a la govern de Rivarola, va participar de la revolució de Tacuaral i va ser destituït. Va estar en la revolta de Paraguarí i al febrer de 1874, també, en la triomfant de Camp Gran. Sent canceller durant el govern de Jovellanos, va anar a Europa a esmenar el problema dels emprèstits. Va ser ministre d'Hisenda en el gabinet de Uriarte després del 4 d'abril de 1877.

### Govern
Va ser President de la República de Paraguai entre el 25 de novembre de 1878 i el 4 de setembre de 1880. Li va secundar en la vicepresidència, Adolfo Saguier. El seu gabinet ministerial ho va constituir amb els següents ministres:
- Juan Antonio Jara, en Hisenda.
- Bernardino Caballero, en Interior.
- José Segundo Decoud i José Antonio Bazarás, en Justícia, Culte i Instrucció Pública.
- Patricio Escobar i Pedro Duarte, en Guerra i Marina.
- Benjamín Aceval i José Segundo Decoud, en Relacions Exteriors.

Durant el seu govern, el Paraguai va prendre possessió del territori del Chaco atorgat pel veredicte arbitral del president nord-americà Rutherford Hayes; es va procedir a la reconstrucció del Palau de López, es va fundar noves colònies i es va fer possible l'arribada de 1723 immigrants al país. Pedro Juan Aponte va ser designat bisbe del Paraguai i es va adoptar el Codi Penal argentí. Es va signar, a més, el tractat Decoud-Quijarro, amb Bolívia, però no va ser ratificat, Argentina va lliurar al Paraguai el territori de la Villa Occidental, actual Villa Hayes, es va instal·lar la primera fàbrica de gel del país, es va produir a més, el conflicte entre els poders legislatiu i judicial, per l'exercici de la procuració per part dels seus membres. L'1 d'abril de l'any 1880 Cándido Bareiro va llegir el seu únic missatge com a president, mentre que es va discutir en el Senat els projectes financers de l'executiu i es va autoritzar el funcionament d'una loteria de beneficència.